# Thyridanthrax insularis
Thyridanthrax insularis is een vliegensoort uit de familie van de wolzwevers (Bombyliidae). De wetenschappelijke naam van de soort is voor het eerst geldig gepubliceerd in 1991 door Baez.